# أحدب نوتردام

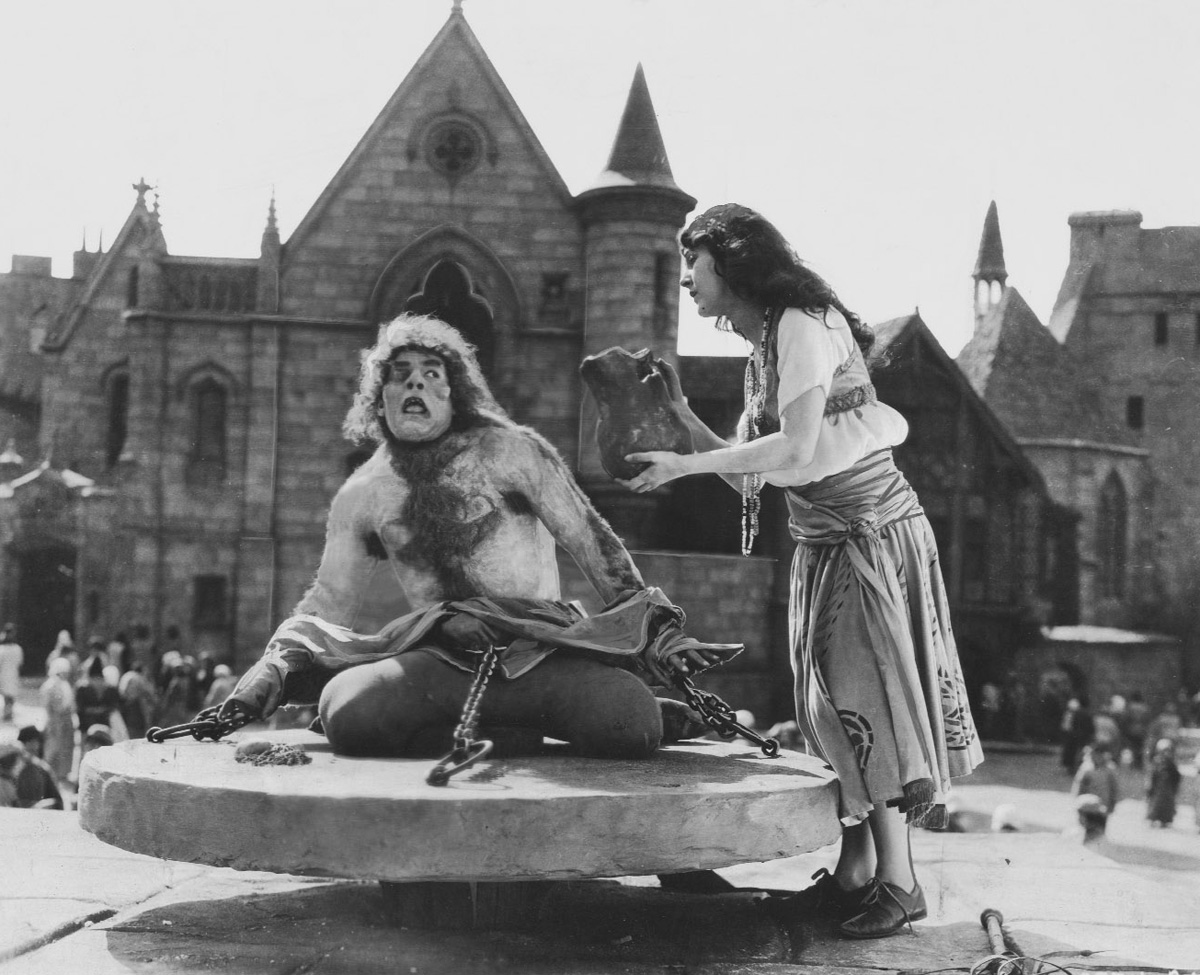
لون تشاني وباتسي روث ميلر في الفيلم المقتبس عام 1923

أحدب نوتردام The Hunchback of Notre-Dame ((بالفرنسية: Notre-Dame de Paris, lit. 'Our Lady of Paris'), والتسمية الاصلية هي Notre-Dame de Paris. 1482)هي رواية رومانسية وتاريخية فرنسية من تأليف الكاتب الفرنسي فيكتور هوغو. تتناول أحداث روايته كاتدرائية نوتردام دو باري  والتي تدور فيها الأجزاء الأكثر أهمية من الرواية. الشاعر الفرنسي الكبير ألفونس دي لامارتين (1790-1869) وصف فيكتور هوغو بعد ظهور الرواية بـأنه «شكسبير الرواية». اتخذ فيكتور هوغو دائما موقفا ضد الظلم وغياب العدل وأنصت لصوت الضعفاء والمحرومين، وهو، مبدعا أصيلا لم يعِش حياته بجبن، مطمئن على نفسه بالصمت، ومن أجمل شخصياته الروائية (شخصية الأحدب) وظاهريا وقع الأحدب في حب شابة جميلة محاولا التضحية بحياته عده مرات من أجلها، وبدا أنه حب رجل لامرأة وارتفع الكاتب بمستواه بالقدرة على التصوير، لكن الواقع أن الأحدب بعاهته والنكران والقمع الذين عانى منهما، وقع في حب دفء الجمال الإنساني المحروم منه (والموجود أيضا بأعماقه الداخلية) جمال ظهر أمامه في صورة امرأة، عطفت عليه ولم تسخر من عاهته أو تشويه جسده، وليس مجرد حب رجل لامرأة. كان هدف تضحياته من أجلها إبقاء هذا الجمال الإنساني في الحياة لئلا يحرم الوجود منه، لقد أدرك بعظمة (وهو الأحدب) أن فناء جسده القبيح يعني استمرارية أعماقه الإنسانية الجميلة بالبقاء، لقد ظل أحدب نوتردام قابعا خلف جدران الكاتدرائية، منعزلا عن العالم، عاجزا عن أي اتصال خارجي، كرمز لعاهة تبعده عن العالم، وكاتهام لمجتمع يعزل العاهة ويخفيها ويحتقر الضعيف وينهش المحرومين، وما يتحكم في كل ذلك هو منظومة المجال الحاكمة، لقد تحول الأحدب إلى كيان منعدم وعاجز عن الفعل حتى تأتي الشرارة التي أنارت ما بداخله المتمثلة في الجمال الإنساني (المرأة) فيحدث التغير ويمتلك القدرة على تغير مجرى الأحداث، ويصبح مصير القوة في يد المتحكم فيهم، ويتفوق أحدب نوتردام على الجميع بأن يصبح أفضل منهم.

## القصة
كوازيمودو (بطل الرواية) هو طفل أحدب لقيط قبيح المظهر ابن عائلة غجرية أتت إلى نوتردام بهدف السرقة ولكن فرولو قس الكاتدرائية أمسك بهم, غير أنهم أفلتوا من قبضته وبقي كوازيمودو معه ليربّيه القس في كنيسة نوتردام الدوم كلود فرولو ويدربه ليكون قارع الأجراس في كنيسة نوتردام. نجح فيكتور هوغو بتقديم شخصية خيالية بمزيج من مظهر خارجي قبيح وصفات داخلية حسنة. في أواخر العصور الوسطى في باريس يتم اختيار كوازيمودو ليكون زعيم المهرجين في احتفال سنوي يسمى «احتفال المهرجين» وهذا ما لم يرده سيده، حيث أراده أن يقضي بقية عمره في الكنيسة وألا يظهر أمام الناس بسبب مظهره السيئ ولكي لا يرعب الناس. كانت الفتاة الغجرية إزميرالدا من الشخصيات الهامة في احتفال المهرجين واكتسبت إعجاب الناس برقصها مغرية ملاحقيها ومنهم فرولو. يفشل دوم فرولو بجذبها إليه فيحاول أن يمتلكها بالعنف والاغتصاب.
، أُحيل كواسيمودو إلى المحكمة وحُكم عليه فيما بعد بالتعذيب في ميدان جريف لمدة ساعتين. ودار على حبل المشنقة واستهزأ به الحشد وتعرض جسده للإهانة. توسل للحصول على بعض قطرات من الماء، لكن لم ينتبه إليه أحد حتى تقدمت إزميرالدا وسقته بعض الماء. شاهدت الراهبة باجوت، التي كانت تعيش في عزلة في مكان قريب، هذا المشهد وصرخت قائلة إن إزميرالدا كانت لصة غجري وألقت باللوم عليها في اختطاف ابنتها قبل 15 عام.
بعد شهرين، كانت إزميرالدا تسير في الشارع ورأت ليلي جونديلوريير وأصدقائها من الشرفة. ليلي هي سيدة نبيلة وخطيبة فيبي. على الرغم من أنها كانت تغار من جمال إزميرالدا وتظاهرت بعدم رؤيتها، إلا أن صديقتها اتصلت بإزميرالدا. عندما دخلت إزميرالدا إلى الغرفة، تضاءلت السيدات النبلاء على الفور. إنها أيضًا جميلة، لكنها ليست بجودة إزميرالدا. دعت السيدات النبلاء إزميرالدا، واستدارن للسخرية من ملابسها. حاولت فيبي أن تجعل إزميرالدا تشعر بتحسن، لكن ليلي أخذت حقيبتها وفتحتها، وسقطت من بين عدد قليل من الألواح الخشبية المكتوبة عليها حروف، ووضع لامب بيل من إزميرالدا تلك الحروف تهجئة في "" (Phoebus). بحلول الوقت الذي كان لديها منافس في الحب، اعتقدت أن إزميرالدا كانت ساحرة. بعد مغادرة إزميرالدا، تبعتها فيبي.
في وقت لاحق من ذلك الشهر، التقى إزميرالدا فيويبوس واعترف له. انتهزت فيبي الفرصة لتقبيلها وتظاهرت بأنها تحبها أيضًا. لا تنوي فيبي الزواج منها، مما يجعل إزميرالدا حزينة. تظاهر فويبوس بالحزن وقالت إن إزميرالدا لن تحبه مرة أخرى، وقالت إزميرالدا إنها أحبه حقًا وكانت على استعداد لفعل أي شيء من أجله. بدأت Phoebus بفك أزرار ملابسها وتقبيلها مرة أخرى. كان Frollo يراقبهم خلف الباب، اقتحم الغرفة بالغيرة، وطعن Phoebus وهرب. بعد أن أغمي عليها إزميرالدا، استيقظت ووجدت نفسها متهمة بالقتل، وبسبب بعض سوء التفاهم، اعتقدت هيئة المحلفين أن فيبوس ماتت. زعمت إزميرالدا أنها بريئة، لكنها تعرضت للتعذيب للاعتراف باعترافها، وكانت قدميها مقفلة بأحذية حديدية ومشدودة، ولأنها لم تستطع تحمل الألم الشديد، اعترفت بأنها قاتلة فيبوس. حكمت عليها المحكمة بالإعدام بتهمة القتل والسحر (رأت المحكمة خدعة الإملاء لامب بيل)، وحُبست إزميرالدا في زنزانة واحدة. أتت فرولو لزيارتها، لكنها كانت مختبئة في الزاوية. يخبر فرولو إزميرالدا برغبته العميقة تجاهها ويعطيها إنذارًا نهائيًا: اختره أو رفضته. أصيب فورول بالجنون ثم غادر المدينة. في اليوم التالي، قبل بضع دقائق من خنق رأس إزميرالدا، جاءت كواسيمودو من نوتردام بطريقة درامية، وأخذها بعيدًا، وصرخت «ملاذًا» عندما ركضت عائدة إلى نوتردام، مترجمًا أيضًا «الأرض المقدسة والمأوى»، لأنه وفقًا للقانون في ذلك الوقت، لم يكن للقضاة الحق في دخول الكنيسة لاعتقال الناس.
عندما بقيت إزميرالدا في نوتردام، أصبحت ببطء صديقة كوازيمودو، ونظرت إلى ما وراء مظهره المشوه لترى قلبه. أعطاها Quasimodo صافرة حادة، والتي كانت واحدة من الأشياء التي يمكن أن يسمعها، وطلب منها استخدامها عندما تحتاج إلى مساعدتها الخاصة. ذات يوم، وجدت إزميرالدا فيبي تسير بجوار نوتردام، ودعت كواسيمودو لتتبع فيبي، لكن كواسيمودو رأى فيبي تغادر منزل خطيبته. أخبر كواسيمودو فيبي أن إزميرالدا لا تزال على قيد الحياة، لكن فيبي تعتقد أن إزميرالدا قد ماتت وأخبرت كواسيمودو بالرحيل. عاد Quasimodo وقال إنه لم يتمكن من العثور على فيبي. عاش إزميرالدا وكواسيمودو حياة هادئة لعدة أسابيع، لكن فرولو عاد فجأة وكان غاضبًا للغاية لرؤية إزميرالدا وكواسيمودو يتعايشان بشكل جيد. لقد اختبأ سرا لمنعهم من اكتشاف أن Frollono اختبأ في الزنزانة لبضعة أيام، ويخطط لما يجب فعله بعد ذلك. ذات ليلة، استخدم المفتاح الرئيسي لفتح غرفة إسميرالدا. عندما استيقظت إزميرالدا، ضغطت عليها فرولو بجسدها وحاولت إهانتها، كانت خائفة للغاية. غير قادر على مقاومة فرولو، أخرج إزميرالدا الصافرة وفجرها بشدة. عندما أدركت Frollo ما كانت تفعله، ذكره Quasimodo ورماه في الحائط وضربه بالقوة التي أراد قتله. عندما كان Quasimodo على وشك قتله، ترنح فرولو في ضوء القمر من النافذة. تفاجأ كواسيمودو عندما اكتشف أنه هو من هاجم إزميرالدا. كان فرولو غاضبًا للغاية قبل مغادرته نوتردام.

## أزميرالدا
أزميرالدا هي بنت امرأة فرنسية من رايمس، واسمها الحقيقي أجنيس. منذ طفولتها كانت فائقة الجمال. وفي يوم ما أتت مجموعة من الغجر إلى المدينة وسرقوا أزميرالدا واستبدلوها بكوازيمودو القبيح. كبرت الطفلة عندهم وتعلمت عاداتهم وتقاليدهم وطرقهم في المعيشة وسُميت «لا أزميرالدا». اعتقدت أمها أن الغجر قد قتلوا طفلتها، صامَت وصلّت بقية حياتها كناسكة وتوقر فردة الحذاء الذي أضاعته ازميرالدا عندما اختطفت، فردة الحذاء الثانية حملتها أزميرالدا كميدالية صغيرة حول عنقها لاعتقادها أنها ستجد أمها يوما ما. قبل إعدام ازميرالدا بقليل تجتمع الأم بابنتها من جديد.
في باريس لاحق أزميرالدا أعداء الغجر الحاكمين. أزميرالدا بلغت السادسة عشرة وتعمل راقصة. شعرها أسود، طويل، مجعد وبشرتها سمراء اللون، عيناها سوداوان وكبيرتان ورموشها طويلة. الكثير من الرجال أحبوها وخصيصا كوازيمودو وفرولو اللذان يعتقدان أن الفتاة لا تحبهما أو ربما تكرههما.

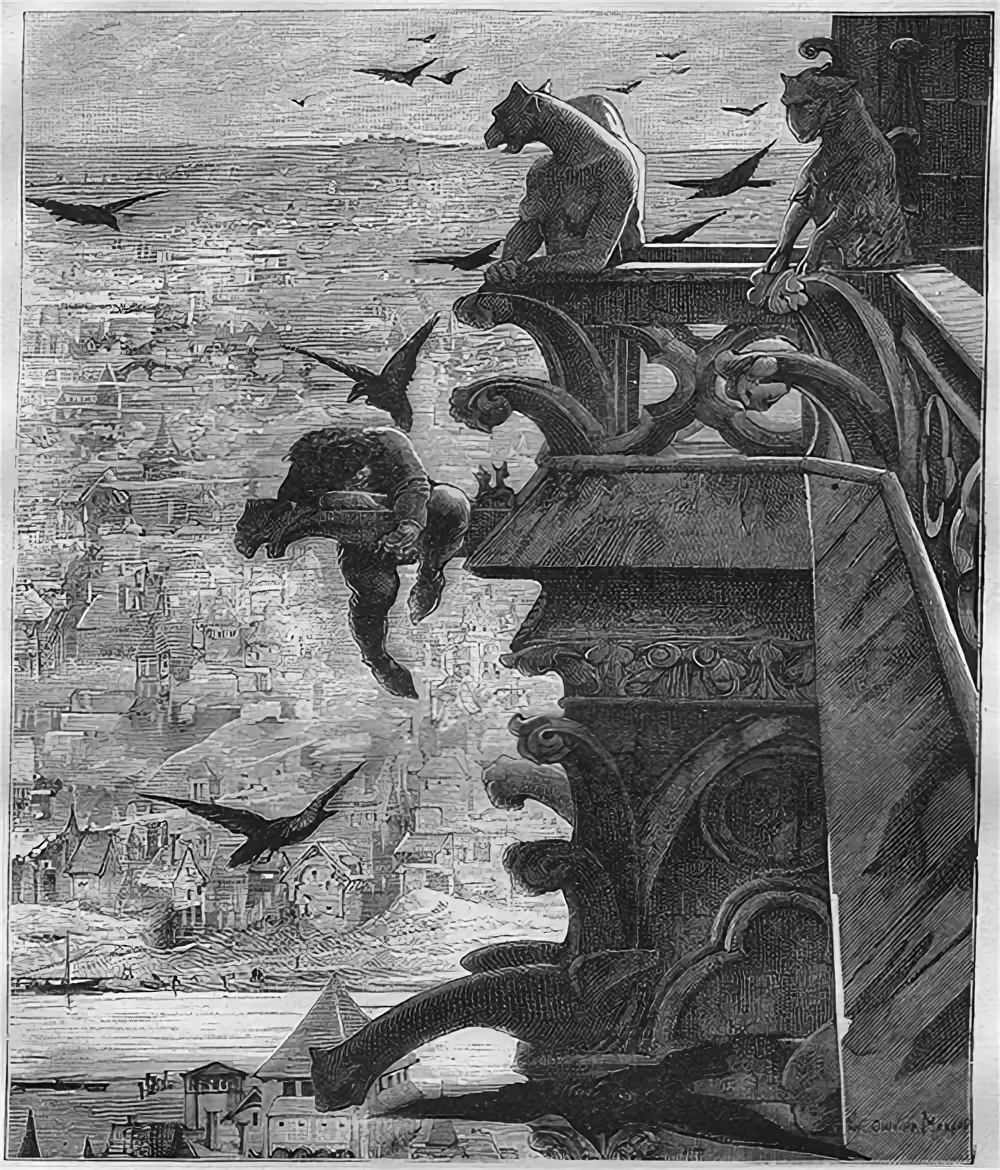
رسم توضيح مأخوذ من أول نسخة طبعت من الرواية

## دوق كلود فرولو
أرشيدياكون فرولو خصم البطل في الرواية، ومع ذلك فهو لايجسد الشخصية الشريرة المثالية، يضحي ليعتني بأخيه الأصغر جيهان، الذي يرد له الجميل بإضاعة ماله في لعب القمار وإهماله لدراسته، إلى جانب ذلك يحاول أن يعلّم كوازيمودو، لكن صمّمه صعّب الأمور، تعلم فرولو السحر الأسود بعد أن فشل في أن يجعل من جيهان وكوازيمودو ما يريده، كان كوازيمودو له أداة بدون إرادة تطيع الأوامر فحسب، قلبه يحترق من حبه لأزميرالدا، فقد أحبها من النظرة الأولى.

## الاقتباسات الدرامية
حتى الآن غيرت جميع التعديلات السينمائية والتلفزيونية إلى حد ما عن الحبكة الأصلية للرواية، وذهب البعض إلى حد منحها نهاية سعيدة، بما في ذلك الفيلم الكلاسيكي لعام 1939 (على الرغم من أن كوازيمودو يخسر إزميرالدا أمام Gringoire في هذا الإصدار). الفيلم الفرنسي لعام 1956 هو أحد الإصدارات القليلة التي تنتهي تمامًا مثل نهاية الرواية، على الرغم من أنه يغير أقسام أخرى من القصة. على عكس معظم التعديلات، فإن إصدار ديزني لعام 1996 له نهاية مستوحاة من أوبرا أنشأها هوغو نفسه.

### كوميكس
قام فنانون مثل نويل غلوسنر وأندرو ديكسون وروبن ريشت وتيم كونراد وجيلبرت بلوخ وجورج إيفانز ديك بريفير بإنشاء شريط هزلي وتعديلات في كتاب The Hunchback of Notre Dame. قام باولو بورجيس، وغوستافو ماتشادو، ودان سبيجل برسم نسخ كوميدية على أساس فيلم ديزني لعام 1996.

## وصلات خارجية
- ا آراء القراء حول رواية أحدب نوتردام على موقع أبجد
- أحدب نوتردام على موقع الموسوعة البريطانية (الإنجليزية)